# Antera

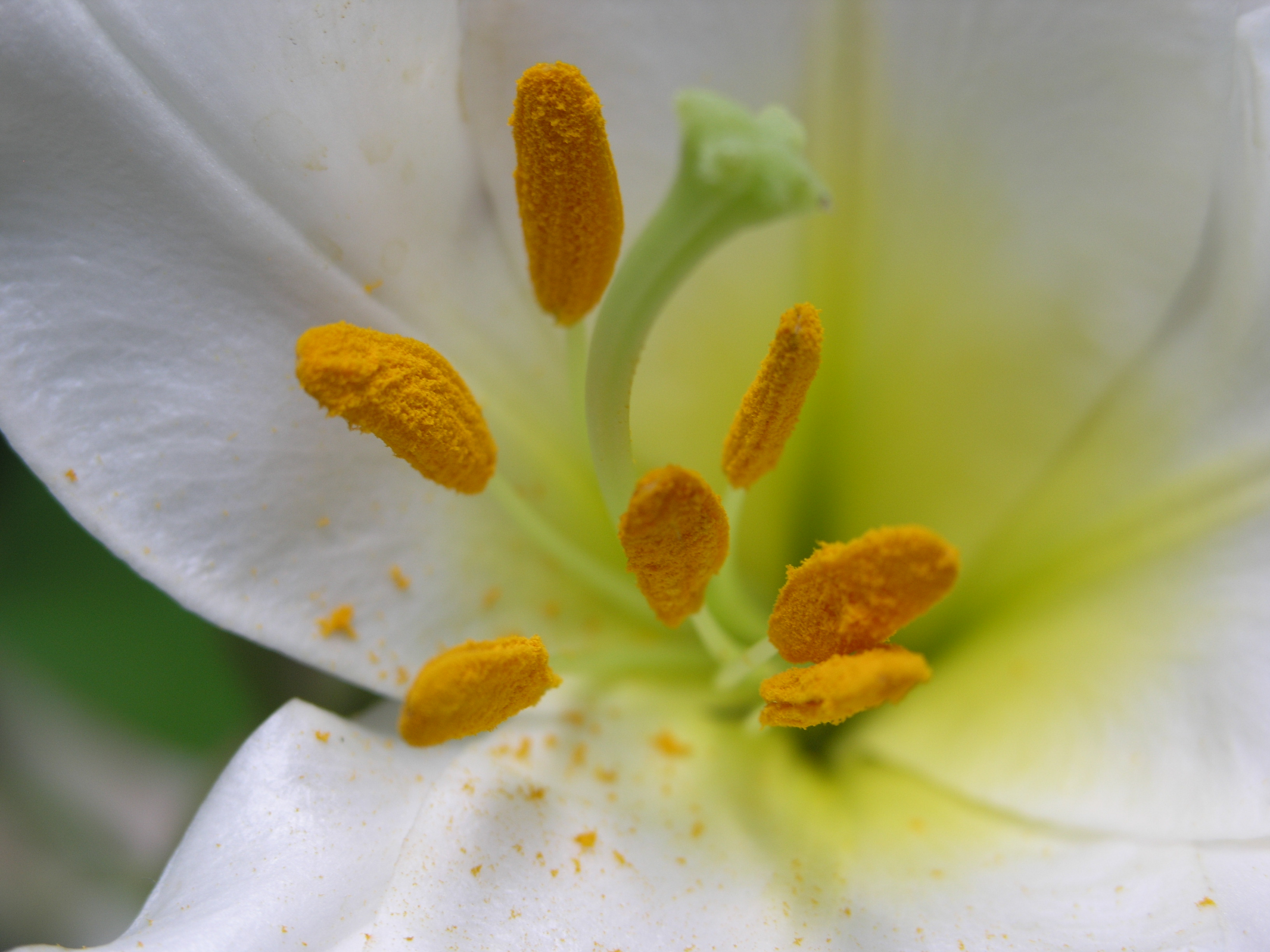
Anteras (de coloração amarela devido à presença de pólen)

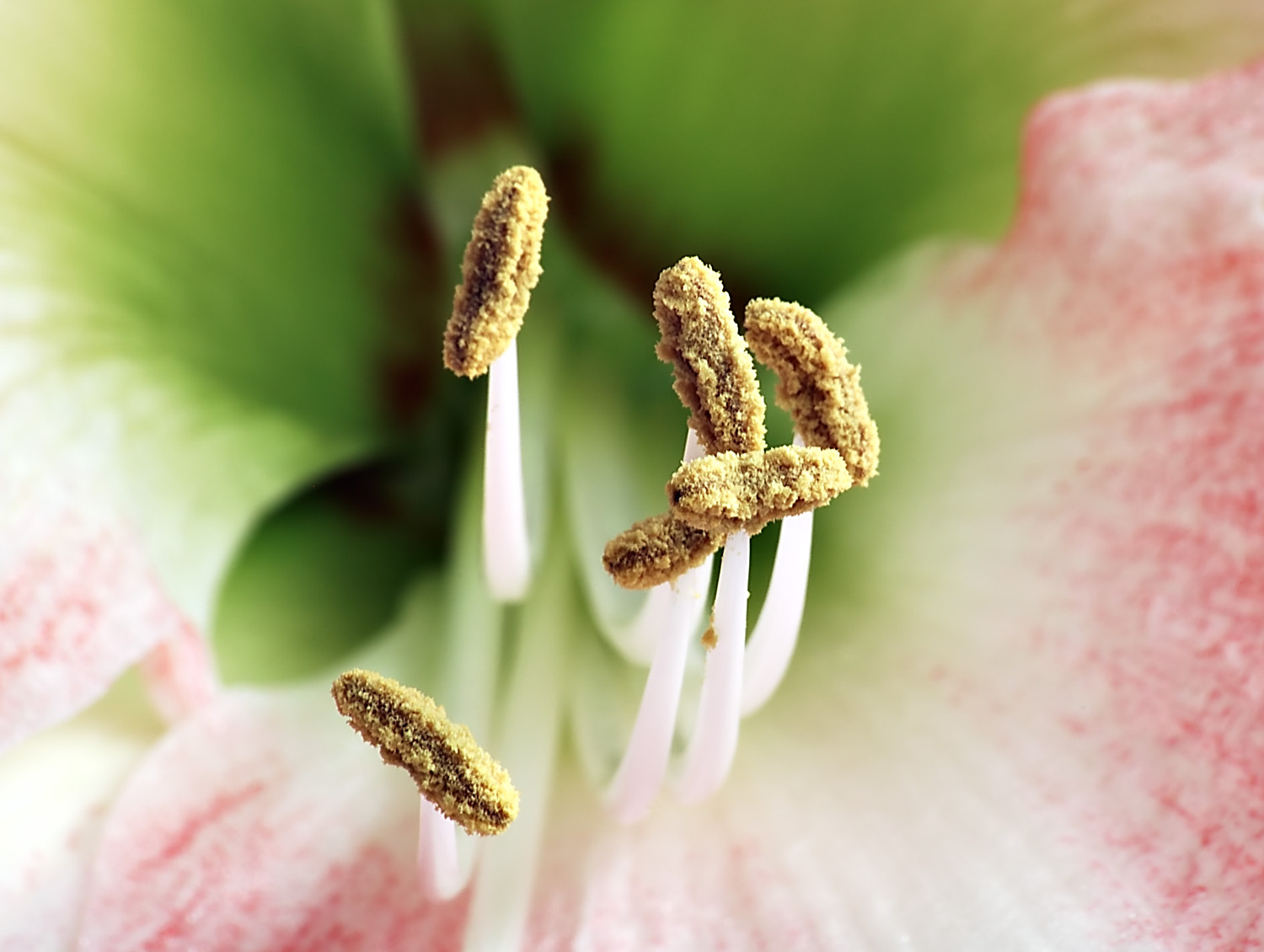
Flor de Hippeastrum, onde se distinguem claramente as anteras na extremidade de cada estame.

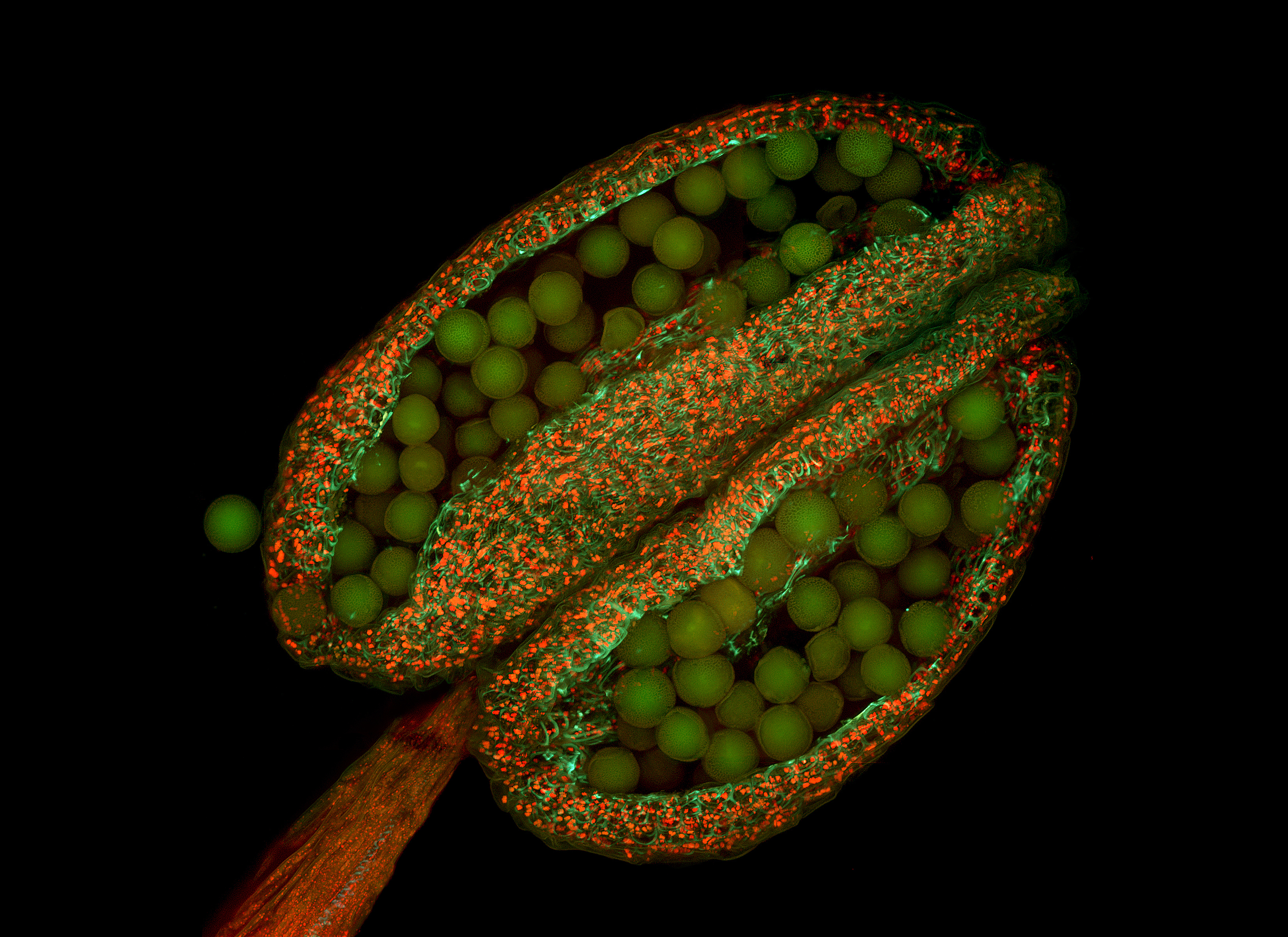
Micrografia de uma antera de Arabidopsis thaliana com os seus grãos de pólen. Imagem feita em micrografia de fluorescência.

Antera é a porção terminal do estame das flores. São sacos revestidos internamente por tecido esporogénico, onde são produzidos os grãos de pólen.

## Descrição
Nos plantas com flor (as angiospermas), a antera, do grego anteros = 'florescido', uma alusão ao facto da presença visível das anteras marcar o pico da ântese (floração), é a parte terminal do estame de uma flor. É uma estrutura homóloga ao microesporângio em outros clados vegetais e é responsável pela produção de pólen.
O termo «antera» deriva do vocábulo francês anthère, oriundo do latim anthera, significando "remédio floral", que por sua vez deriva do grego clássico ἀνθηρά, 'anthērá', feminino de ἀνθηρός 'anthērós', significando "florido", derivado de ἄνθος 'ánthos', "flor".

### Estrutura
O estame é uma folha modificada para a produção de esporos masculinos (micrósporos) que são os grãos de pólen. Os sacos polínicos são os microsporângios. Cada estame é geralmente ligado ao eixo floral por um pequeno pedúnculo, chamado filamento, com uma antera fixa lateralmente à extremidade do filamento. As anteras são chamadas de extrorsas se o filamento estiver preso à antera na sua face externa (a mais afastada do eixo floral), e são chamadas de introrsas se o contrário ocorrer, o que bem menos frequente.
As anteras podem ser formadas por uma ou duas tecas, ou compartimentos, divididos internamente em dois lóculos ou lojas, onde o pólen é armazenado. Nos casos de anteras com duas tecas, estas tecas são unidas entre si e ao filete por um conectivo, tecido semelhante ao do filete. A inserção da antera no filete pode ser dorsal, ventral ou basal. Em alguns casos, as anteras com inserção ventral ou dorsal podem ser móveis (assim chamadas "versáteis"), respondendo com movimentos ao mais leve toque, ou mesmo ao movimento do ar, o que geralmente está relacionado com o tipo de polinização de cada espécie.
A antera é uma estrutura deiscente, ou seja, ela se rompe espontaneamente para revelar seu conteúdo, o pólen. No momento da maturação, cada saco polínico geralmente abre através de uma forma de deiscência (abertura) por onde o pólen sai. A abertura pode ocorrer de diferentes maneiras:
- Abertura rimosa: a maneira mais comum, quando as anteras abrem-se longitudinalmente, como rasgos em seu tecido. Estas aberturas podem estar localizadas lateralmente, ventralmente ou dorsalmente.
- Abertura poricida: quando as anteras abrem-se por poros mais ou menos circulares, normalmente no ápice.
- Abertura valvar: forma rara de deiscência, quando certos trechos da superfície da antera destacam-se parcialmente e abrem-se como válvulas.

A forma, cor, posição, modo de abertura, e mesmo ocasionais liberações de odores fazem das anteras parte ativa do processo de atração de polinizadores em muitas espécies de plantas. Há espécies, por exemplo, que produzem estames com anteras estéreis que servem de alimento para alguns insetos, enquanto as anteras férteis estão posicionadas para liberar o pólen sobre o corpo do visitante. Em outros casos, as anteras possuem colorido vistoso e tornam-se o principal chamativo da flor.
Em uma seção transversal de uma antera jovem, as seguintes camadas são vistas de fora para dentro:
- Epiderme ou exotécio, fina e contínua; por vezes apresenta fissuração ou entra em colapso e apresenta-se interrompida;
- Tecido de suporte mecânico ou endotécio, uma camada fibrosa nos bordos externos dos sacos polínicos, que por vezes se continua pelo conectivo;
- Camadas parietais ou camadas de células do parênquima, em número de 2 a 4, que logo colapsam ou degeneram rapidamente;
- Tapetum, ou tecido nutritivo, constituído por uma camada de células adjuvantes da produção de pólen;
- Tecido esporogénico, ou arqueosporângio, que constitui cada saco polínico, sendo que as células do tecido esporogénico formam por divisões mitóticas as células-tronco polínicas ou microsporócitos, células grandes com núcleo volumoso.

Estrutura da antera
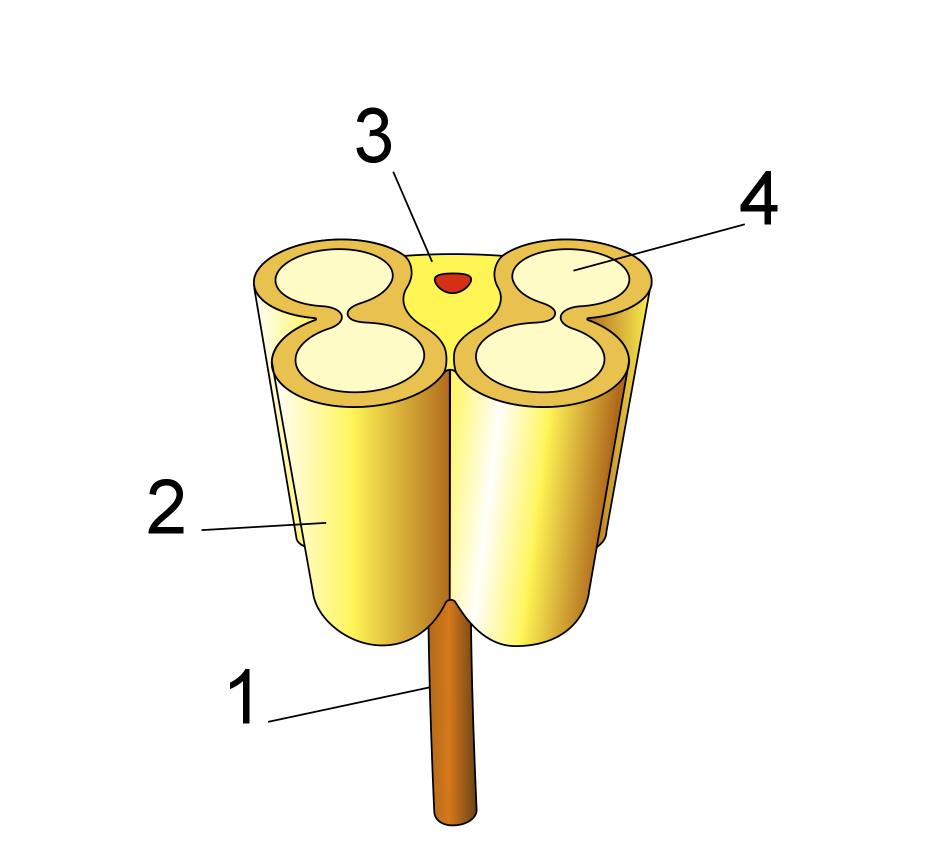
Diagrama de uma antera em secção transversal. 1: filamento; 2: teca; 3: tecido conectivo (os vasos condutores em vermelho); 4: saco polínico (também chamado esporângio).
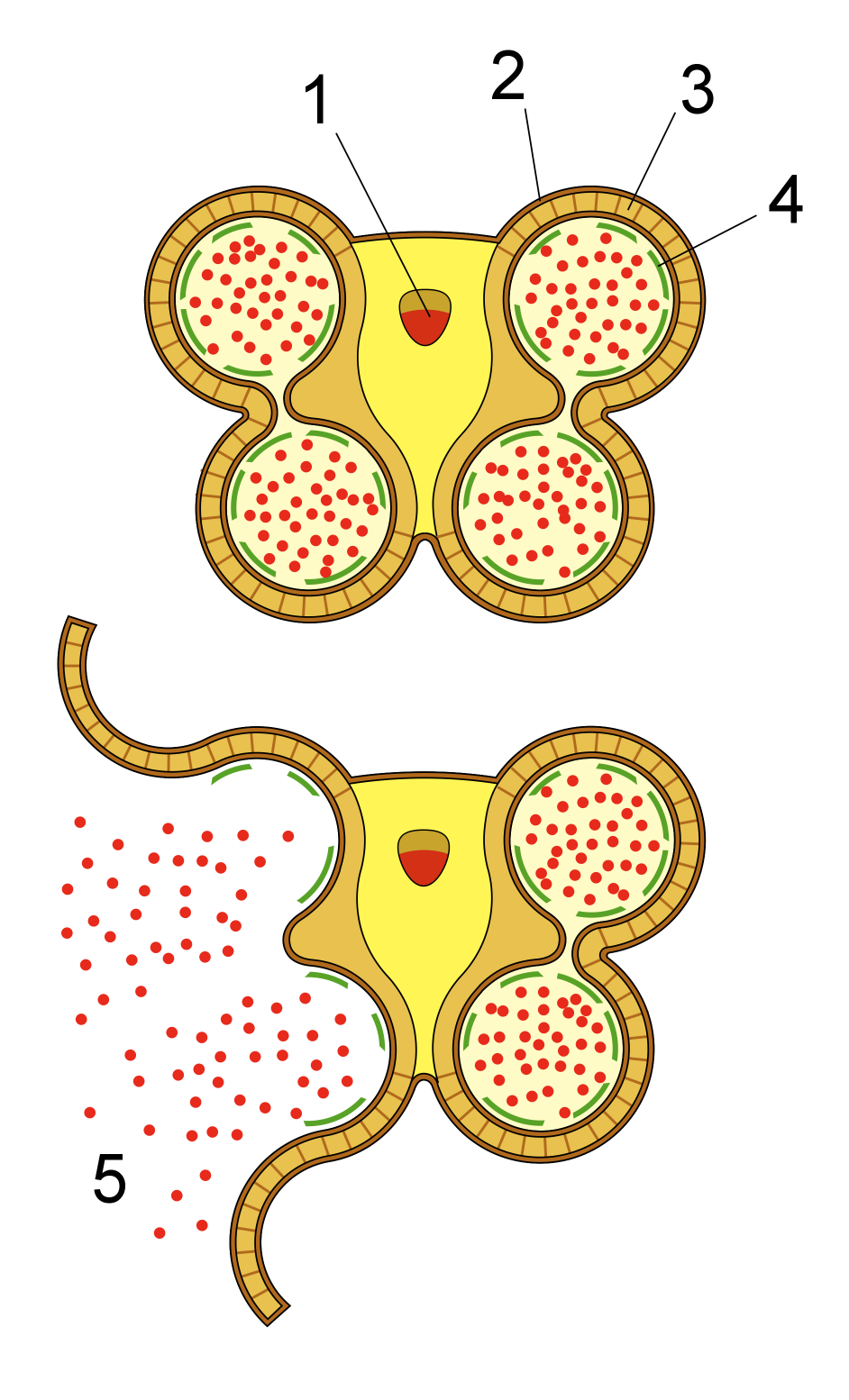
Detalhe de uma antera após a deiscência: 1. Conectivo 2. Epiderme 3. Camada fibrosa  4. Tapetum 5. Pólen.

### Deiscência
A deiscência ocorre graças ao endotécio, cujas células apresentam paredes espessadas desigualmente, com filamentos lignificados mais largos em direção à face interna da célula, onde se unem; em vez disso, eles se afunilam em direção à face externa. Por isso, quando ocorre a desidratação das células, elas encurtam tangencialmente, provocando tensões que levam à abertura da antera.
A deiscência é a última função da antera, que provoca a libertação dos grãos de pólen. Este processo é coordenado exatamente com a diferenciação do pólen, o desenvolvimento floral e a ântese (florescimento). A parede da antera divide-se longitudinalmente, produzindo uma reentrância entre os lóculos de cada teca.
O estómio é a região da antera onde ocorre a deiscência. A degeneração necrótica das células do estómio e do septo faz parte do ciclo programado de desenvolvimento e morte celular. A expansão das camadas endoteciais e a lignificação das paredes celulares endoteciais são essenciais para a deiscência.
Dependendo da forma da abertura da antera, a deiscência pode ser classificada como:
- Deiscência longitudinal — quando a antera se abre longitudinalmente, ou seja, de cima para baixo, ou vice-versa;
- Deiscência transversal — quando a antera se abre transversalmente;
- Deiscência apical — aquela em que a antera se abre por um poro apical por onde sai o pólen.

De acordo com a direção em que os filamentos realizam o processo de deiscência, pode ser:
- Deiscência introrsa — a que ocorre em direção ao centro da flor, facilitanado a autopolinização;
- Deiscência extrorsa — aquela que ocorre para fora da flor, favorecendo a polinização cruzada.

### Classificação das anteras
A forma das anteras são descritas de forma variada por termos como linear, arredondada, sagitada, sinuosa ou reniforme.
A antera pode estar ligada ao conectivo do filamento de duas maneiras:
- Basifixa — fixa ao filamento pela base;
  - Pseudobasifixa — uma designação um tanto imprópria que designa as anteras em que o tecido conjuntivo se estende em forma de tubo ao redor da extremidade do filamento;
- Dorsifixa — fixa pela região central ao filamento, geralmente versátil (capaz de se mover).

Quanto à deiscência, as anteras podem ser:
- Longitudinal — abertura longitudinais, isto é no sentido do maior comprimento;
- Transversa — abertura transversal ao maior comprimento;
- Valvar — abertura por valvas, em geral dispostas na região central da antera;
- Porocida — abertura por poros.

Deiscência das anteras
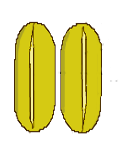
Longitudinal
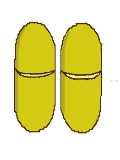
Transversa
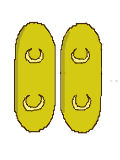
Valvar
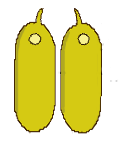
Poricida